# Степняк-Ланшин Мирон Олексійович
Миро́н Олексі́йович Степня́к-Ланши́н (8 (21) серпня 1903 , Олександрівськ, Катеринославська губернія  — 15 грудня 1949 , Одеса ) — український літературознавець і критик, перекладач, поет (вірші писав російською мовою).

## Біографія
Народився 8 (21) серпня 1903 року в Олександрівську (нині Запоріжжя; за газетною публікацією Григорія Зленка — у Проскурові (нині Хмельницький) в сім'ї адвоката Олексія Ланшина. Степняк — літературний псевдонім. У пресі виступав під прізвищем Ланшин (наукові статті переважно підписував) та псевдонімом. Закінчив філологічний факультет Харківського інституту народної освіти (1928) та хімічний факультет Харківського університету (1940). Учень Олександра Білецького, Миколи Плеваки. 5 вересня 1940 року переїхав до Одеси, навчався в аспірантурі філологічного та хімічного факультетів Одеського університету, працював у галузі колоїдної хімії, досліджував творчість І. П. Котляревського. В роки війни видано «білий білет» і через хворобу серця не міг брати участь у бойових діях. Під час румунської окупації Одеси, рятуючись від голоду, працював учителем хімії й математики у Великофонтанській середній школі (згодом) у початковій школі Одеси. З 11 квітня 1944 року працює старшим викладачем на кафедрі української літератури Одеського університету. Переслідувався офіційною владою, звинувачений у націоналізмі і в серпні 1946 року звільнений від викладацької роботи. З великими труднощами влаштувався бібліотекарем Одеського університету. Важко хворів, страждав від гіпертонії, інсульту, але змушений працювати, бо пенсії не призначали.

## Літературна діяльність
Друкувався з 1929 року, працював штатним рецензентом у журналі «Червоний шлях». Перша друкована праця — рецензія на книжку Майка Йогансена «Як будується оповідання» («Червоний шлях», 1928, № 4). Друкувався у часописах «Гарт», «Всесвіт», «Червоний шлях» та ін. Після розгромної статті Самійла Щупака в пресі припинив літературну діяльність. Поновив її наприкінці 1930-х років, друкувався головно в «Літературному журналі», газеті «Чорноморська комуна», виступав як театральний критик і рецензент. Автор статей про українських письменників в «Литературной энциклопедии» (М., 1929—1939): «Загул Дмитро», «Залывчий Андрий», «Зеров Микола Костевич», «Йогансен Михаил Гервасиевич» та ін. Писав вірші і прозу російською мовою. 
2012 р. в приватному видавництві Алли Цюпак (м. Хмельницький) надруковано збірку поезій М. Степняка «Стихотворения» з передмовою Віталія Мацька п.н. «Повернення Мирона Степняка» і післямовою Іполита Зборовця п. н. «Тайная свобода» Мирона Степняка".

## Твори
- Поети «Молодої музи» // Червоний шлях. — 1933. — № 1. — С. 147–191.